# Cerachipteria
Cerachipteria är ett släkte av kvalster. Cerachipteria ingår i familjen Achipteriidae.
Kladogram enligt Catalogue of Life:
| Cerachipteria | \| \| Cerachipteria digita \| \| \| \| \| \| Cerachipteria franzi \| \| \| \| \| \| Cerachipteria minuscula \| \| \| \| |
|               | \| \| Cerachipteria digita \| \| \| \| \| \| Cerachipteria franzi \| \| \| \| \| \| Cerachipteria minuscula \| \| \| \| |
|               | Achipteria |
|               | |
|               | Anachipteria |
|               | |
|               | Campachipteria |
|               | |
|               | Cubachipteria |
|               | |
|               | Dentachipteria |
|               | |
|               | Hoffmanacarus |
|               | |
|               | Parachipteria |
|               | |
|               | Plakoribates |
|               | |
|               | Cerachipteria digita |
|               | |
|               | Cerachipteria franzi |
|               | |
|               | Cerachipteria minuscula                                                                                                 |
|               | |

|  | Cerachipteria digita    |
|  |                         |
|  | Cerachipteria franzi    |
|  |                         |
|  | Cerachipteria minuscula |
|  |                         |